# Seat 127
 (juillet 2023).
Si vous disposez d'ouvrages ou d'articles de référence ou si vous connaissez des sites web de qualité traitant du thème abordé ici, merci de compléter l'article en donnant les références utiles à sa vérifiabilité et en les liant à la section « Notes et références ».
La Seat 127, devenue Seat Fura en 1982, est une voiture de tourisme fabriquée par le constructeur espagnol Seat sous licence Fiat entre 1972 et 1986.

## Histoire
La Fiat 127 a été lancée en avril 1971 pour succéder à la Fiat 850. Cette nouvelle voiture représentait plus qu'un saut de génération avec sa devancière en raison des avancées technologiques qu'elle utilisait. Le moteur était placé transversalement à l'avant, traction avant, suspension à 4 roues indépendantes. 
La SEAT 127 est dévoilée au public sur l'île de Lanzarote, pendant le Salon de Barcelone 1971, quelques jours à peine après son lancement officiel en Italie. Sa fabrication ne débutera qu'un an plus tard, en avril 1972. C'était une voiture de milieu de gamme qui, comme son homologue italienne, correspondait aux désirs des familles de disposer d'une voiture polyvalente mais spacieuse. Elle devait remplacer la SEAT 850 mais également l'ancienne SEAT 600 grâce à l'augmentation du pouvoir d'achat.
Avec ses 3,59 mètres de longueur, elle faisait sérieusement évoluer la notion de voiture populaire avec une utilisation de l'espace qui battait tous les records : 80 % du volume global de la voiture était utilisable, seulement 20 % était réservé à la mécanique. Aucune concurrente n'arrivera jamais à égaler cette performance dont FIAT fera sa campagne promotionnelle pour tous ses nouveaux modèles. La gamme "127" se voulait d'un petit gabarit extérieur pour préserver une forte maniabilité en ville et spacieuse et confortable pour de longs trajets sur la route.
La SEAT 127 sera fabriquée jusqu'en 1982, lorsque les rapports technologiques et financiers entre FIAT et l'État espagnol furent rompus. SEAT dut alors légèrement modifier le modèle et lancera la Seat Fura. La "127" a été le premier modèle fabriqué sous licence Fiat à intégrer la traction avant imaginée par l'ingénieur Dante Giacosa, alors que le groupe Fiat maitrisait cette technologie depuis le lancement de l'Autobianchi Primula en 1964.
Le dessin de la carrosserie est dû à Nino Manzu, designer du bureau d'études Fiat à Turin. Elle avait un petit air de coupé sportif. Dans sa version initiale, elle ne disposait que de deux portes et avait un couvercle de coffre classique sous la lunette arrière pour accéder à son grand coffre de 365 dm3. Le capot moteur se retournait sur les ailes avant. La ligne de caisse latérale marquait un fort relevé vers l'arrière ; on pouvait noter les phares qui étaient encastrés dans la carrosserie, des pare-chocs chromés dépourvus de toute aspérité.
Au fil du temps, on connut les versions avec 2, 3, 4 ou 5 portes mais la ligne générale de la carrosserie a été maintenue. Lorsque le hayon est apparu, on a pu profiter de son énorme capacité de chargement. 
La partie mécanique reprenait le schéma élaboré par FIAT pour l'Autobianchi A112 et la Fiat 128, toutes deux lancées en 1969, traction avant avec le moteur en travers et la boîte de vitesses accolée.

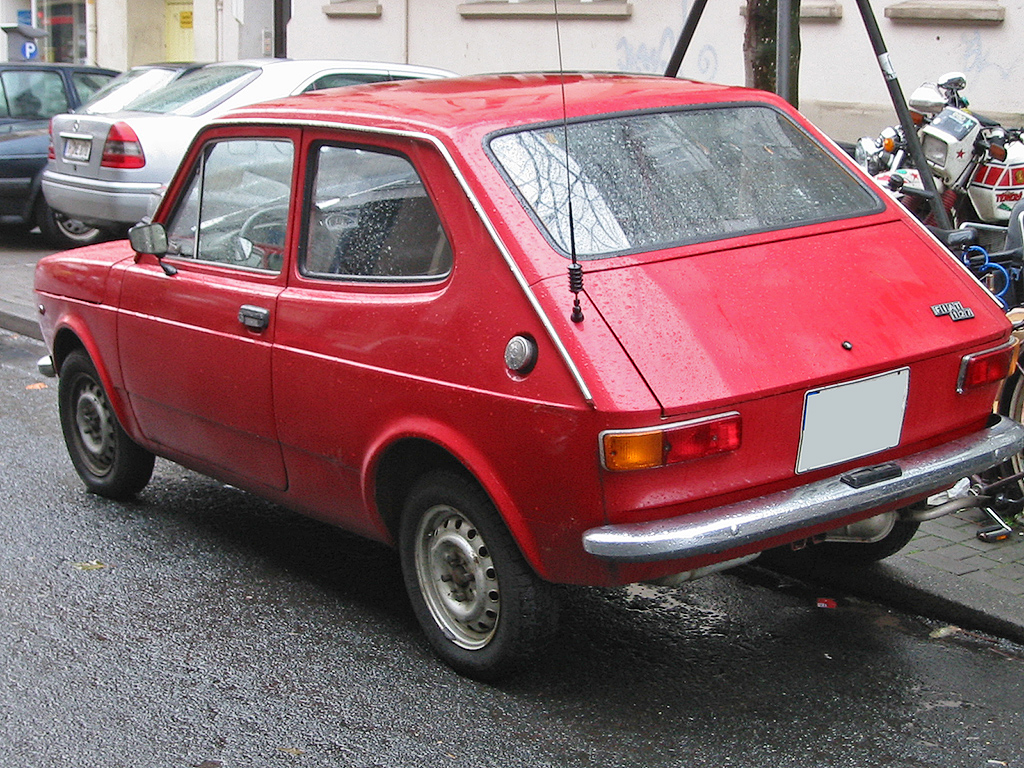
SEAT 127 2 portes sans hayon vue arrière

## SEAT 1271resérie(1972-1977)
La première série de la SEAT 127, comme sa sœur italienne, n'avait pas de hayon. L'aménagement intérieur, identique à la version Fiat, très bien étudié, était fonctionnel avec une utilisation optimale de l'espace. Plus de 80 % du volume utile était réservé aux passagers. La finition de cette série est dans le ton de la concurrence, fonctionnelle, robuste et sans excentricités.
C'est à son volant que l'on apprécie tout de suite la nouvelle « 127 », par sa nervosité caractéristique, son excellente tenue de route, un freinage sûr avec des freins à disque à l'avant, un très bon confort et une consommation minime, comme souvent avec les motorisations Fiat.
Le succès est immédiat et la voiture reçoit la même année le prix de voiture de l'année qui sera la troisième récompense pour le constructeur italien. En Espagne, SEAT enregistre plus de 50 000 ventes durant les six premiers mois de commercialisation.
Au printemps 1973 apparait la version 3 portes avec hayon. 

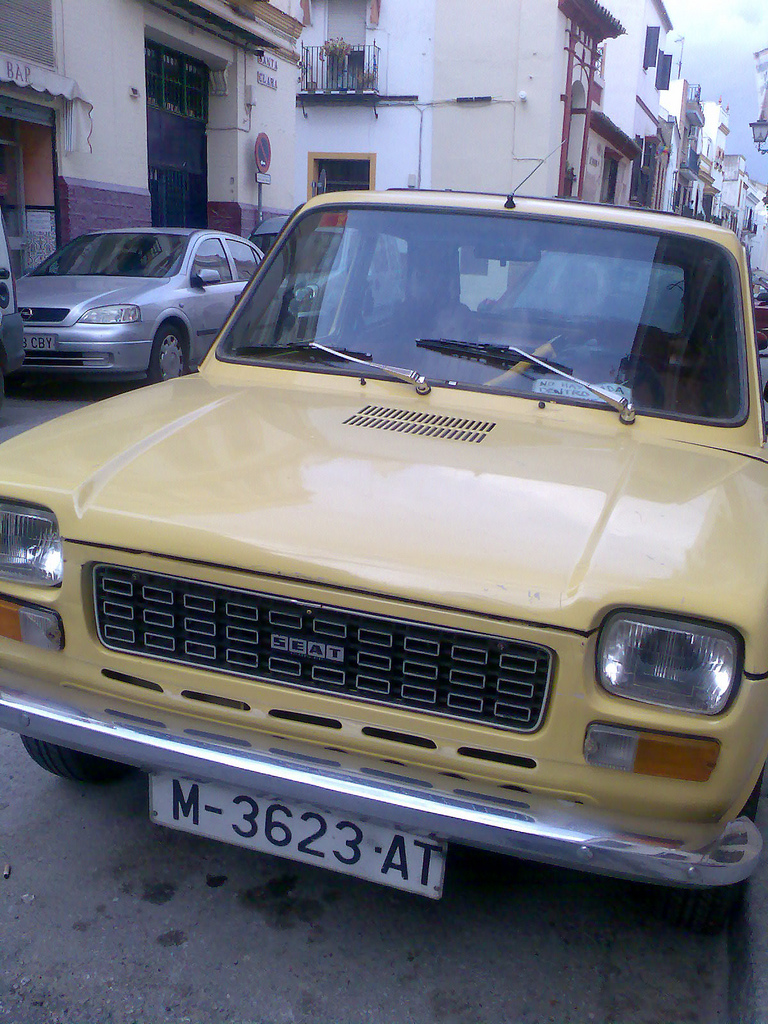
SEAT 127 LS

En 1974, SEAT enrichi la gamme et présente :
- la version LS dotée d'un niveau de finition revu à la hausse identique à la version Special italienne, avec une calandre à motifs rectangulaires mais, contrairement à la version italienne, sans aucune modification mécanique. Cette version LS recevra des pare-chocs plus épais recouverts d'une bande de caoutchouc, comme sur la 127 Special italienne en septembre 1976,
- la version commerciale, qui reprenait la finition de base sans vitres latérales arrière,
- la variante typiquement espagnole à 5 portes qui sera commercialisée dans le réseau Fiat mondial, en finition de base comme LS.

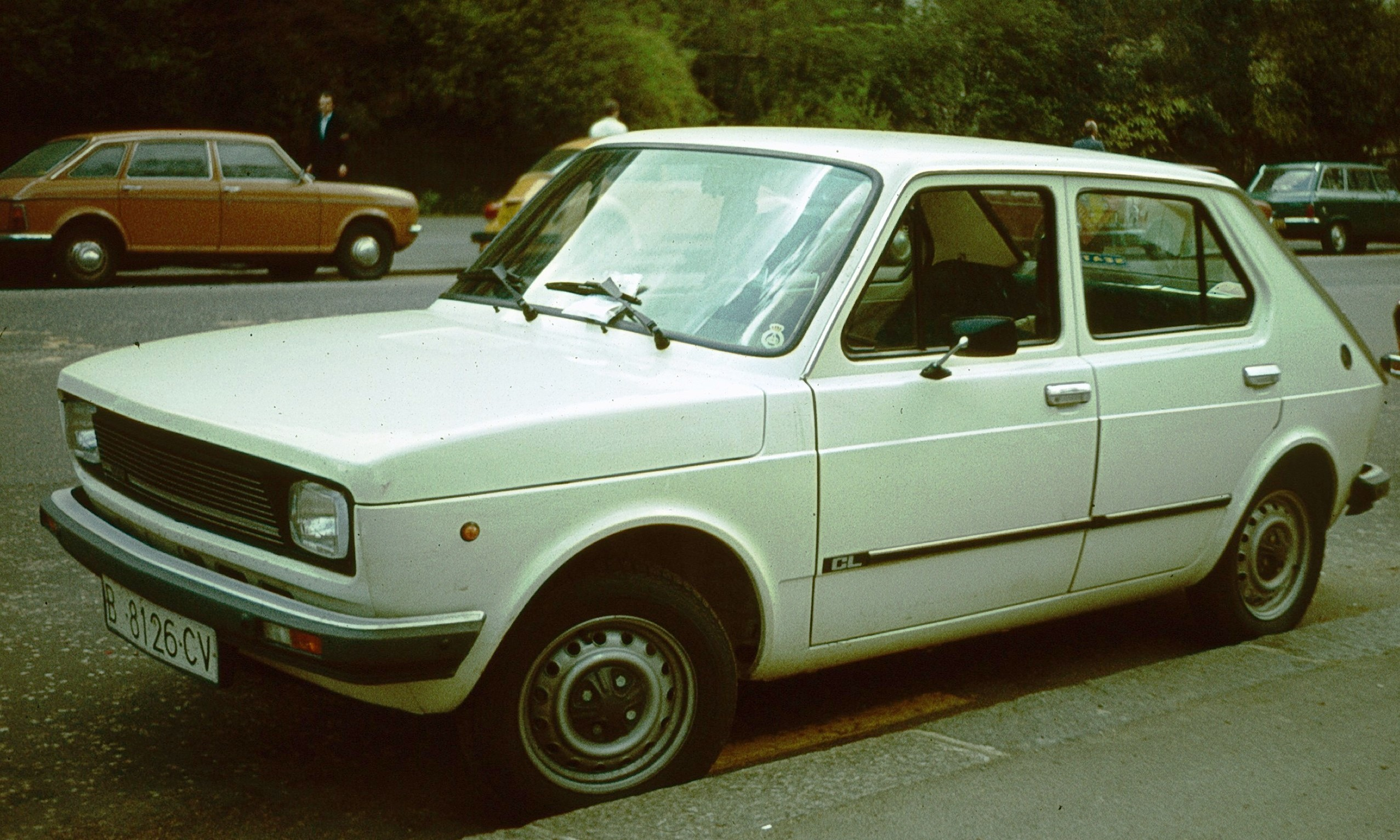
SEAT 127 CL 5 portes 2e série

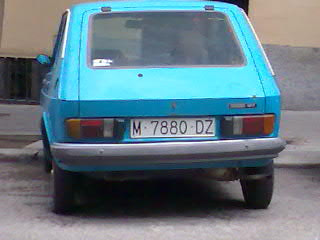
SEAT 127 2e série vue arrière

## SEAT 1272esérie(1977-1982)
La deuxième série est apparue en 1977. Extérieurement, elle se distingue de la précédente uniquement sur la face avant avec l'apparition d'une calandre englobant les phares et ses nouveaux pare-chocs en résine. Les différents niveaux de finition comprennent les versions L, C et CL. La ligne générale a été conservée, les phares toujours les mêmes mais montés en position plus basse, la retombée du hayon a été augmentée et les feux arrière ont reçu les feux de recul. Les vitres latérales arrière ne remontent plus et leur surface est augmentée pour améliorer la visibilité.
Les évolutions mécaniques furent très limitées. Le moteur Fiat de 903 cm3 a été conservé, sa puissance a été réduite à 45 ch DIN à 5 600 tr/min pour une plus grande souplesse d'utilisation. Pour le marché espagnol, SEAT offrira une variante à 43 ch DIN pour l'emploi d'essence «normale» à faible taux d'octane.
Lorsque la version Especial sera lancée en 1978, SEAT proposera une variante moteur avec une cylindrée portée à 1 010 cm3 par une augmentation de l'alésage et de la course. Sa puissance était de 52 ch DIN à 5 800 tr/min avec un taux de compression de 9,4:1.
Dans cette seconde série, l'habitacle était beaucoup plus confortable. La conception du tableau de bord a été entièrement revue avec un excellent résultat. Les sièges avant comportaient maintenant un dossier plus enveloppant intégrant les appuie-tête. 
En 1980 SEAT lance la version 5 portes et une finition CLX inspirée de la Fiat 127 Top, qui connurent un franc succès.

## SEAT 1273esérie(1982) =Seat Fura
À la suite de la rupture des accords technologiques et financiers qui liaient Fiat SpA et l'État espagnol depuis 50 ans, pour la prise de contrôle de SEAT, le constructeur espagnol, qui devait devenir le premier partenaire technologique du groupe italien est forcé de trouver une solution pour survivre. Un accord de coopération léger est signé entre les deux sociétés le 29 mai 1981. Par cet accord, SEAT est autorisé à poursuivre la production des modèles en cours s'il procède à un restylage des modèles Panda, 127 et Ritmo, mais pas uniquement limité aux éléments visibles intérieurs et extérieurs, mais également des éléments "significatifs".
C'est ainsi que naitra la Seat Fura, qui remplacera la "127", toujours sous licence.
La production de la SEAT Fura se poursuivra jusqu'en 1986 tandis que celle de la Fiat 127 se poursuivra jusqu'en 1987. Sa production sous la forme de Fiat 147 se poursuivra en Amérique Latine (Brésil et Argentine) jusqu'en 1995.

## La seconde série "Fura Dos" 1983 - 1986
En 1983, après l'expiration de la prolongation de licence de fabrication accordée par Fiat, le constructeur espagnol dû reprendre sérieusement le modèle pour véritablement le différencier de l'original italien. Il donna naissance à la deuxième série appelée "SEAT Fura Dos". On a vu apparaître une nouvelle face avant, ainsi qu'un abandon des déflecteurs sur les portes avant, au grand dam de la fiabilité de la commande des vitres souvent défaillantes.

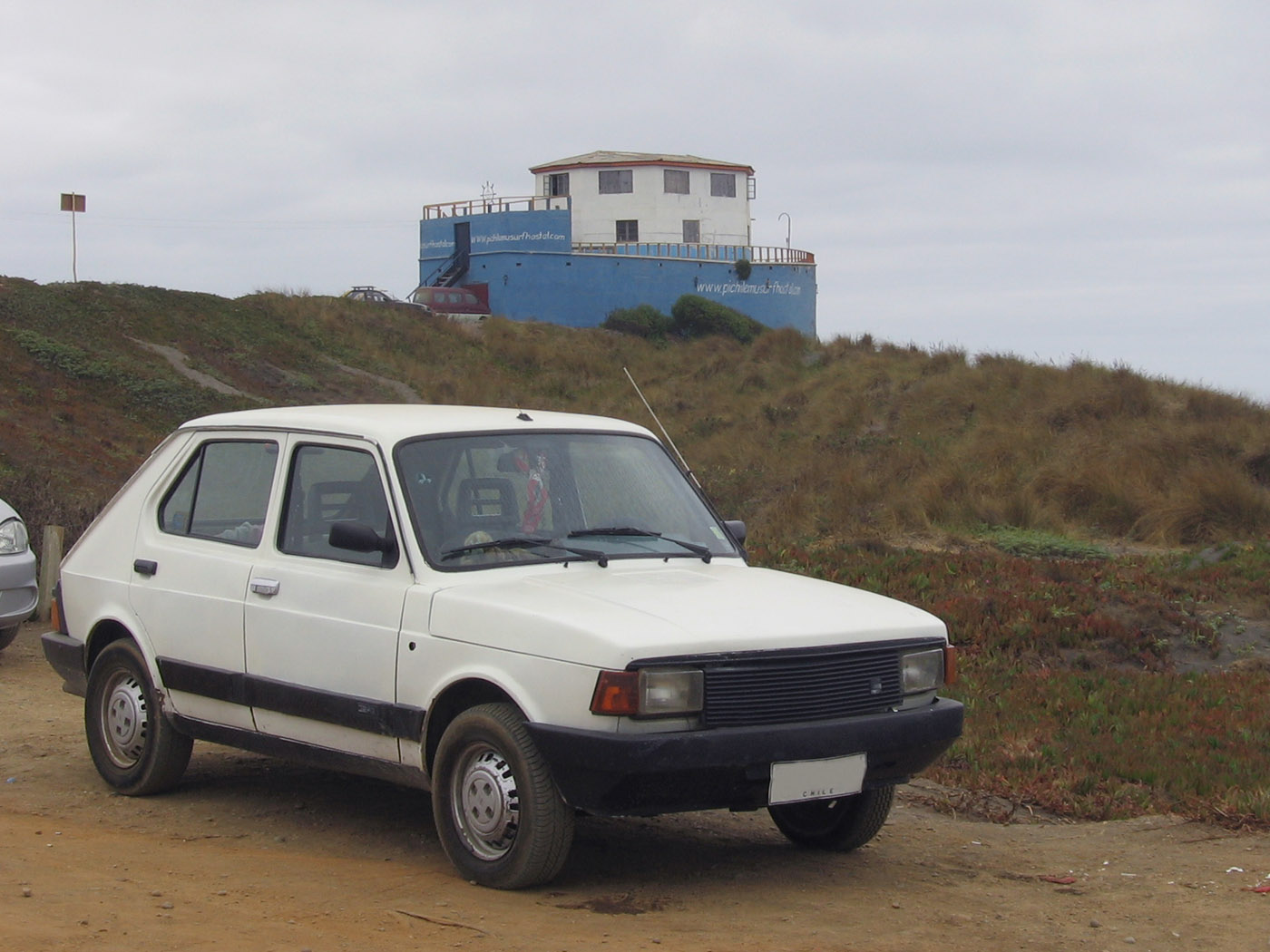
5-door Seat Furo Dos
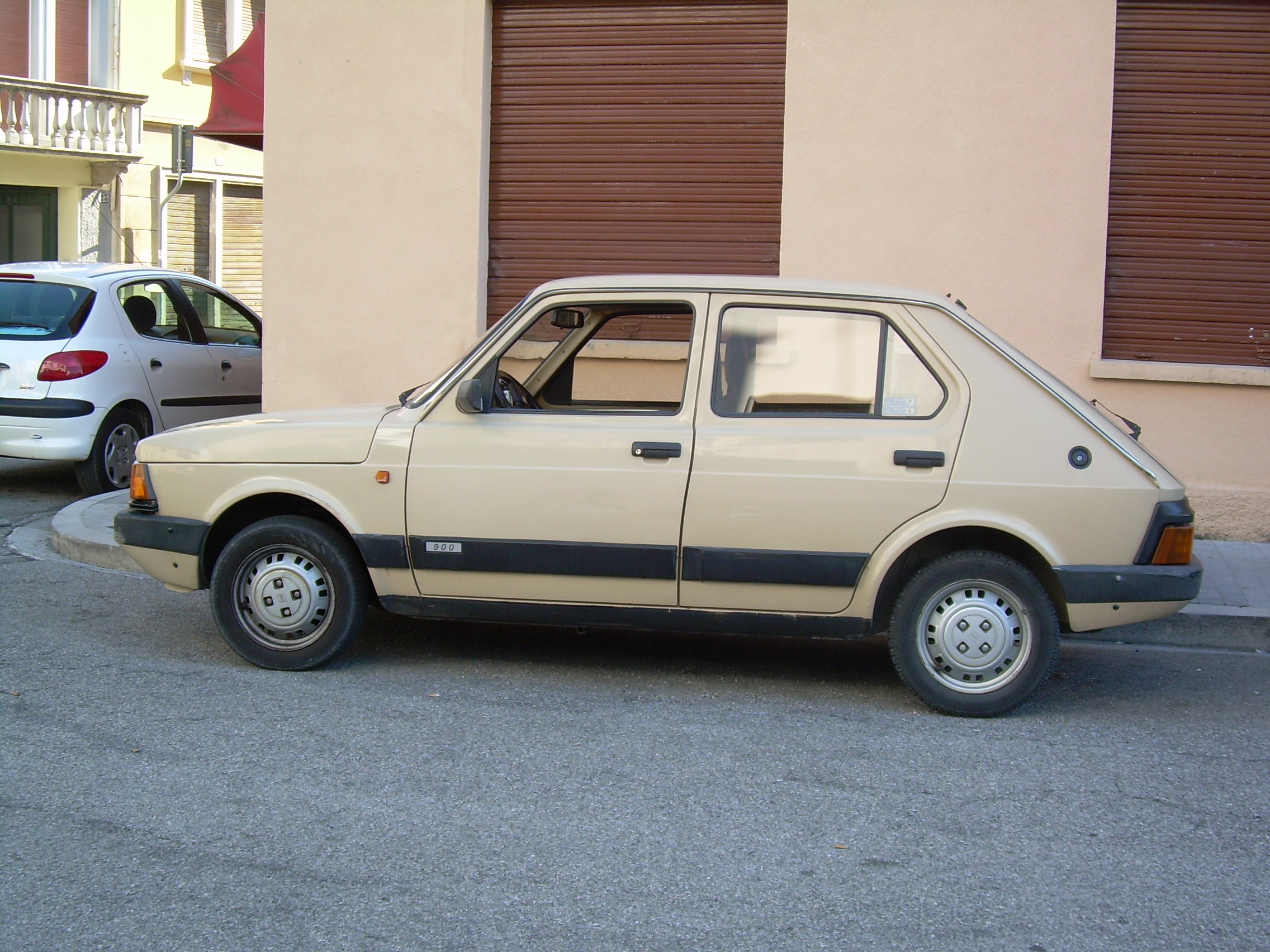
5-door Seat Fura Dos
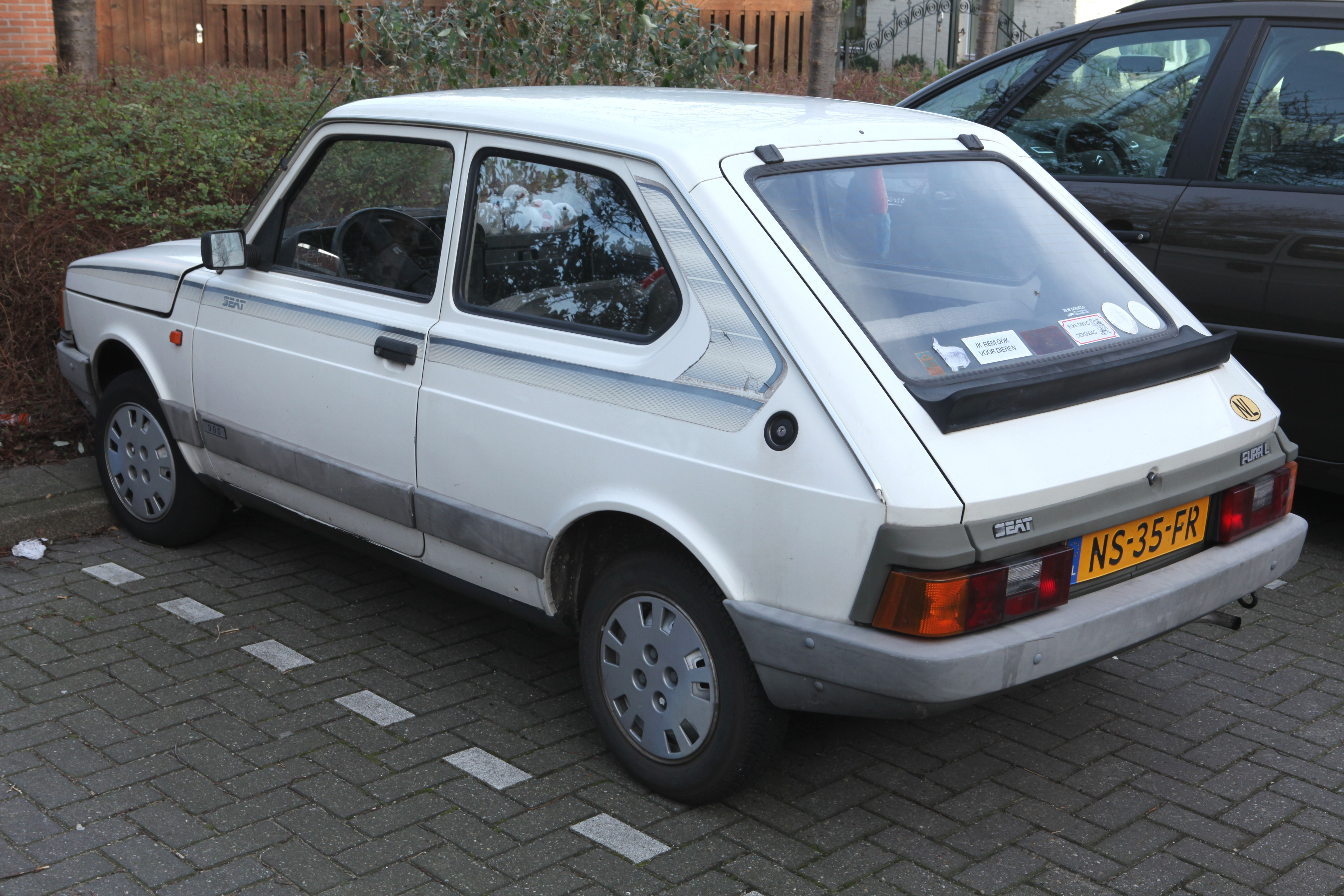
3-door Seat Fura Dos

Au niveau extérieur, la plus grosse différence résidait dans l'application des inscriptions sur les côtés avec le mot « DOS ». Cette version n'a jamais été commercialisée hors d'Espagne.
Les deux versions de la SEAT Fura Dos
- L : version de base, avec le moteur Fiat de 903 cm³ et un faible taux de compression adapté à l'utilisation de l'essence "Normale", boîte de vitesses à 4 rapports, disponible en trois ou cinq portes.
- GL : version mieux équipée mais qui conservait le moteur Fiat pour essence "Normale", avec une boîte à cinq vitesses, disponible en trois ou cinq portes.

## Les versions dérivées

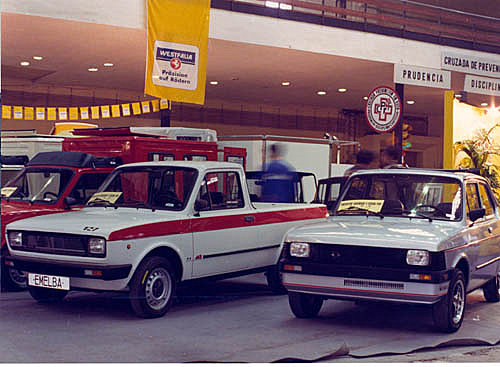
SEAT EMELBA Pick-up

- SEAT 127 Samba, assemblée sous licence dans les ateliers du carrossier catalan EMELBA. Ce n'était que la réplique de la Fiat 127 Scout créée par le carrossier Italien Fissore. Deux variantes étaient proposées, l'une entièrement ouverte et l'autre semi-couverte qui ont connu un bon succès dans les zones côtières.
- SEAT 127 Pick-up Poker. EMELBA a également construit des véhicules utilitaires dérivés de la SEAT 127, basés sur l'original italien Fiat Fiorino.

## La production
La SEAT 127 a été fabriquée à 1 345 203 exemplaires sous cette appellation, et à 84 973 exemplaires sous le label SEAT Fura soit un total de 1 430 176 en Espagne.
Au total, le modèle Fiat 127/147 aura été fabriqué à 5 124 289 exemplaires dans la version berline, hors dérivés utilitaires type Fiorino. 